# Leoncio Prado (Callao)
El club Leoncio Prado es un club de fútbol fundado en 1904, perteneciente al Distrito del Callao del Perú.

## Historia
El club se formó en 1904 a partir de un grupo de jóvenes, del barrio de la calle Castilla. El nombre se debe en memoria al héreo patrio de la Guerra con Chile, Leoncio Prado Gutiérrez. En esa época era común que los políticos de ese entonces apadrinaban a los clubes de fútbol. Por eso el 20 de julio de 1904, la junta directiva nombraron como presidente y vicepresidente vitalicio a Mariano Ignacio y Javier Prado y Ugarteche, respectivamente.
El Leoncio Prado comenzó su participación en el fútbol, en partidos amistosos con clubes chalacos de la época, tales como: Atlético Chalaco , Alfonso Ugarte , Sport Grau , El Victoria, Atlético Pardo , Atlético Callao , English Comercial School , National F.B.C. , Almirante Grau , Callao High School , etc.
Posteriormente, también participó en  partidos contra equipos de Lima. Entre ellos tenemos : Atlético Lima , Sport Alianza (que posteriormente se transforma en Alianza Lima) , entre otros. Durante 1905 al 1908, en la emplanada de la Escuela Militar de Chorrillos, se enfrenta varias veces al Sport Alianza, Sport Grau y al Alfonso Ugarte.
El club participó en el Campeonato de Fiestas Patrias 1903 y  1904. El Torneo Interclubes del Callao de  1908 y Campeonato Municipal de 1909. En el sistema de la Liga Peruana de Fútbol, el club Leoncio Prado integró la Segunda División de la Liga Provincial del Callao  de 1928 (equivalente a la 3.ª división.) y la Segunda División de la Liga Provincial del Callaode 1929 (equivalente a la 4.ª división).
Para 1930 el club no participó en la Tercera División de la Liga Provincial del Callao y desapareció.

## Uniforme

### Evolución Indumentaria
| Titular 1 | Titular 2 | Titular 3 | Titular 4 | Titular 5 | Titular 6 | Titular 7 | Titular 8 |  |

## Nota
- El Leoncio Prado era un club distinto al Leoncio Prado que pertenecía al Colegio Militar Leoncio Prado del Distrito de La Perla.

## Enlaces
- Segunda Div. de 1929
- Segunda Div. 1930
- Tema: Selección Nacional de Fútbol:1911-1939. Fútbol Política y Nación., Capítulo 2 de De Padres y Padrinos Pág. 30 - 31, tesis de Jaime Francisco Pulgar Vidal Otálora, Biblioteca de la Pontificia Universidad Católica del Perú.
- Tesis PUCP - Selección Nacional de Fútbol:1911-1939. Fútbol Política y Nación.
- Tema: La formación de los clubes deportivos., Capítulo 2 de La difusión del fútbol en Lima, tesis de Gerardo Álvares Escalona, Biblioteca de la Universidad Nacional Mayor de San Marcos
- Tesis Difusión del Fútbol en Lima
- Historia del fútbol en el Perú - Juan Luis Orrego Penagos.
- Modernidad, identidad y fútbol. La ciudad de Lima y el Club Alianza Lima. En Luchas Urbanas alrededor del fútbol de Aldo Italo Panfichi Huaman.
- Luchas Urbanas alrededor del fútbol.

- Datos: Q28664163